# M/F Berlin
M/F Berlin er en passager- og Ro-Pax-færge, der er bygget på P+S Weften og FAYARD-skibsværftet i Munkebo ved Odense, og afleveret til Scandlines i april 2016. Den sejler på Gedser-Rostock færgeruten med sit søsterskib M/F Copenhagen.

## Historie

### Byggeri
Den 26. marts 2010 offentliggjorde Scandlines, at man havde indgået kontrakt med det tyske skibsværft P+S Volkswerft i Stralsund om bygning og levering af to nye færger til Gedser-Rostock-ruten i 2012, hvor de skulle afløse de nuværende færger på overfarten, Kronprins Frederik og Prins Joachim. 
Køllægningen af begge færger fandt sted den 28. juni 2010. Under byggearbejdet blev det offentliggjort, at færgerne skulle døbes Berlin og Copenhagen. Den 2. december 2011 blev Berlin søsat under overværelse af 150 gæster på P+S Volkswerft i Stralsund, deriblandt ministerpræsident Erwin Sellering og administrerende direktør i Scandlines Bengt Pihl. 
Færdiggørelsen af færgerne var planlagt til foråret 2012, men tidspunktet blev flere gange skubbet, da byggeriet gav tekniske vanskeligheder. Scandlines satte derfor klassifikationselskabet Lloyd's Register på opgaven for at finde ud af årsagen til forsinkelsen. Da det viste sig, at færgerne var blevet tungere end kontraktspecifikationen lød på, opsagde Scandlines derfor den 27. november 2012 byggekontrakten med det tyske værft.
Den 31. januar 2014 købte Scandlines begge færger fri af det insolvente tyske skibsværft for 31,6 millioner euro ud af en kontraktprisen på 184 millioner euro, og ville derefter finde et andet værft der ville påtage sig opgaven med ombygningen.

### Ombygning
Efter at have sonderet markedet for skibsværfter, udsendte Scandlines i foråret 2014 en pressemeddelelse om, at man havde indgået en hensigtsaftale med det tyske skibsværft Blohm & Voss i Hamburg om at de stå for ombygningen af Berlin og Copenhagen, således at de kunne afleveres til Scandlines i løbet af et år. I maj 2014 blev Berlin bugseret til Hamburg med slæbebåde, og kort tid efter fulgte søsterskibet Copenhagen efter. 
I juli udsendte Scandlines en ny pressemeddelelse hvori det blev offentliggjort, at skibsværftet FAYARD, der var rykket ind på det tidligere A.P. Møller-Mærsk-ejede Lindøværft, havde vundet opgaven med ombygningen af Berlin og Copenhagen. Kort tid efter blev Berlin og Copenhagen bugseret fra Hamburg til Munkebo, hvor ombygningsarbejdet straks gik i gang.
Ombygningen af Berlin og Copenhagen var meget omfattende og indeholdte blandt andet følgende arbejder:
- De øverste dæk (dæk 8 og 9) blev fjernet helt sammen med skorstenen. Størstedelen af dæk 7 inkl. broen blev fjernet – dæk 7 blev forkortet med 10-15 meter. Vægten er reduceret med 2.000 tons stål.
- Nyt og mindre dæk 8 med skorsten og bro i aluminium og helikopterlandingsplads er blevet bygget op, samt master osv. med alt nødvendigt udstyr monteret. Samlet stålforbrug på 1.300 tons.
- Hoveddieselgeneratoren er fjernet
- Scandlines’ batterihybridsystem : 4,5 MW effekt og 1,5 MWh energi[1]
- Scrubber, der renser udledningsgasser som svovl og partikler med mindst 90 procent, er installeret i skorstenen.
- Nyt interiør og tekniske installationer er monteret på dæk 7 og 8, så vidt muligt i letvægtsmaterialer.
- Nyt varme-, ventilations- og airconditionanlæg er under installering.
- Hele kabelføringen rettet og skiftet, da det tyske værft havde blandet strømkablerne sammen med signalkablerne.

I begyndelsen af december 2014 blev den nye kommandobro monteret på Berlin, og i midten af januar 2015 fulgte montagen af den nye kommandobro på Copenhagen. 
Skorstene blev monteret i februar 2015, hvorefter begge færger blev doksat i Dok 3 frem mod begyndelsen af maj 2015 for blandet andet følgende arbejder:
- Udvendig maling af skibene, og navnene Berlin og Copenhagen er blevet optegnet sammen med Scandlines- og hybridlogo.
- Kontrol af Centerpropeller, azipul-thrustere, ror og bovpropeller.
- Eftersyn, resning og maling af undervandsskroget, ballasttanke samt afprøvning af alle søventiler.
- Overhaling og/eller udskiftning af eltavlerne.
- På passagerdækkene er færdiggørelsen af restaurant, cafeteria, forretninger og siddeområder næsten afsluttet.

Dokarbejdet blev afsluttet 1.maj, hvorefter Berlin sammen med Copenhagen blev uddokket til udrustningskajen, hvor arbejdet med færdiggørelsen af begge færger fortsætter. 
Begge færger har en 30 meter høj og 5 meter tyk Flettner-rotor som udnytter vindens Magnus-effekt på rotoren til at drive skibet frem og mindske brændstofforbrug.

### Prøvetur og aflevering
M/F Berlin afgik ved 21-tiden onsdag den 20. april 2016 fra Fayard i Munkebo på 5 dages prøvesejlads mod Rostock Überseehafen. Her blev det nye færgeleje i Gedser afprøvet for første gang om morgenen den 22. april, hvorefter skibet fortsatte videre ud i Østersøen på yderligere prøvesejlads. M/F Berlin ankom om eftermiddagen den 24. april 2016 til Rostock, hvor den lagde til i det nye færgeleje i Überseehafen. Navngivningen fandt sted den 3. maj 2016, hvor skibets gudmor Ines Rehberg navngav M/F Berlin. Samtidig gennemførtes omflagningen til tysk flag. 

### Idriftsættelse
Scandlines indsatte M/F Berlin i ordinær drift på Gedser-Rostock den 23. maj 2016 på afgangen kl. 06:00 fra Rostock. Her afløste den nye færge Prins Joachim på overfarten.